# Distrito electoral de Waverly (condado de Lancaster, Nebraska)
Waverly (en inglés: Waverly Precinct) es un distrito electoral ubicado en el condado de Lancaster en el estado estadounidense de Nebraska. En el Censo de 2010 tenía una población de 3605 habitantes y una densidad poblacional de 42,74 personas por km².

## Geografía
Waverly se encuentra ubicado en las coordenadas 40°55′12″N 96°30′36″O / 40.92000, -96.51000. Según la Oficina del Censo de los Estados Unidos, Waverly tiene una superficie total de 84.35 km², de la cual 83.81 km² corresponden a tierra firme y (0.64%) 0.54 km² es agua.

## Demografía
Según el censo de 2010, había 3605 personas residiendo en Waverly. La densidad de población era de 42,74 hab./km². De los 3605 habitantes, Waverly estaba compuesto por el 98.11% blancos, el 0.14% eran afroamericanos, el 0.25% eran amerindios, el 0.25% eran asiáticos, el 0% eran isleños del Pacífico, el 0.39% eran de otras razas y el 0.86% pertenecían a dos o más razas. Del total de la población el 1.5% eran hispanos o latinos de cualquier raza.